# Apaxtla (kommun i Mexiko)
Apaxtla är en kommun i Mexiko.   Den ligger i delstaten Guerrero, i den södra delen av landet, 180 km sydväst om huvudstaden Mexico City. Antalet invånare är 12 381. Arean är 857 kvadratkilometer.
Terrängen i Apaxtla är bergig åt sydväst, men åt nordost är den kuperad.
Följande samhällen finns i Apaxtla:
- Apaxtla de Castrejón
- San Felipe del Ocote
- Tepoxtepec
- Cacalotepec
- Iglesia Vieja
- San Marcos
- Colonia Emiliano Zapata II